# Erika Milee
Erika Milee, eigentlich Erika Michelson (* 24. Dezember 1907 in Hamburg; † 30. Juni 1996 ebenda) war eine deutsche Tänzerin, Tanzlehrerin und Choreografin.

## Leben und Wirken
Erika Milee war eine Tochter von Simon Michelsen und dessen Ehefrau Margarethe. Nach dem Besuch der Schule absolvierte sie eine kaufmännische Berufsausbildung. Michelson, die später unter dem Künstlernamen Milee auftrat, hatte seit dem siebten Lebensjahr Tanzunterricht erhalten, darunter bei Gertrud Zimmermann und Paul Theodor Etbauer. Nach dem Abschluss der Berufsausbildung entschied sie, das Tanzen weiterzuverfolgen. Ab 1926 erhielt sie eine Ausbildung in Rudolf von Labans' Tanzschule am Schwanenwik unter Leitung von Albrecht Knust. Zwei Jahre später bot sie in der eigenen Milee-Schule-Hamburg in der Rothenbaumchaussee erstmals selbst Unterricht in Chorischem und Bühnentanz und Gymnastik an. Ab 1930 stand sie mehrmals als Volontärin auf der Bühne des Essener Opernhauses unter Leitung von Kurt Jooss. Außerdem besuchte sie im Ruhrgebiet die Folkwangschule.
1932 kehrte Milee wieder nach Hamburg zurück, wo sie im Januar/Februar 1933 am Hamburger Künstlerfest Himmel auf Zeit auftrat. Milee eröffnete mit ihren Darbietungen jeden Abend die Veranstaltungen im Curiohaus. Nach der Machtergreifung untersagten die Nationalsozialisten der Tänzerin, die jüdischen Glaubens war, weitere Auftritte. Sie konnte nur noch im Rahmen von Veranstaltungen des Kulturbund Deutscher Juden in Hamburg auftreten. Dazu gehörte die pantomimische Revue Ein Tag bei den Mickey-Mäusen im Mai 1937, bei der sie sich mit ihrer Kindertanzgruppe präsentierte. 1939 zog Milee nach Berlin, wo sie als Tänzerin und Choreografin für den dortigen Kulturbund arbeitete.
Im Oktober 1939 erhielt Milee ein Engagement bei einer italienischen Tanzgruppe. Milee verließ Deutschland gen Italien und zog über Portugal weiter nach Paraguay. In der dortigen Hauptstadt Asunción gründete sie an der Akademie für Theater, Musik und Malerei („Ateneo Paraquayo“) die Abteilung Tanz, deren Leitung sie übernahm. Milee ging auf Tourneen nach Brasilien, Uruguay und Argentinien und wurde dort bei zahlreichen Auftritte gefeiert. 1953 zog sie ins brasilianische Londrina, wo sie in einem eigenen Tanzstudio unterrichtete.

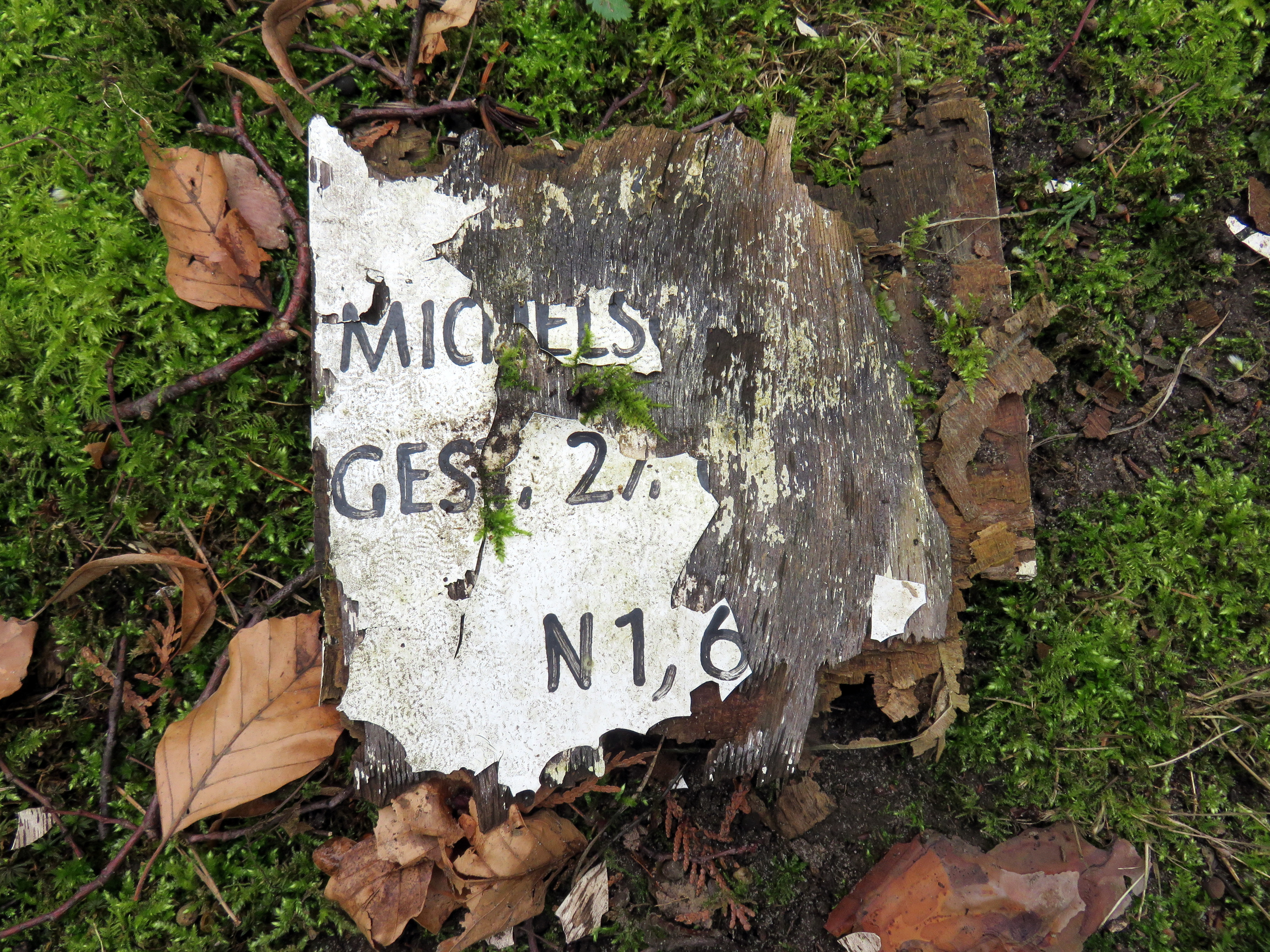
Fragment der Grabstele für
Erika Michelson,
Jüdischer Friedhof Ilandkoppel

Trotz der Ermordung ihrer Mutter und Schwestern während der Zeit des Nationalsozialismus kam Erika Milee 1959 in ihre Geburtsstadt zurück. In Hamburg-Eimsbüttel bot sie in einem eigenen Tanzstudie fortan klassischen und modernen Tanz, Folklore, Jazztanz und Gymnastik an. 1976/77 gründete sie gemeinsam mit Anderen den Kreis Hamburger Ballettfreunde und hatte bis zu ihrem Tod dessen Ehrenvorsitz inne.
Erika Milee, die das Hamburger Abendblatt zu ihrem 85. Geburtstag als „eine Institution“ und „die Doyenne des deutschen modernen Tanzes“ bezeichnete, starb Ende Juni 1996. Die Allgemeine Jüdische Wochenzeitung bezeichnete sie nach ihrem Tod als „Königin des Tanzes“.
Erika Milee wurde auf dem Jüdischen Friedhof Ilandkoppel in Hamburg-Ohlsdorf unter dem Namen Erika Anita Michelson beigesetzt (Planquadrat N1).